# Дімітра Галані
Дімітра Галані (грец. Δήμητρα Γαλάνη, 1952 рік, Афіни) — грецька естрадна співачка.

## Біографія
Дімітра Галані народилася в Афінах, але сім'я походила з Превеза. Вона почала свою кар'єру наприкінці 60-х років XX століття. Перші кроки на естраді Галані зробила вже у віці 16 років, на сцені вперше з'явилася в 1968 році з двома піснями, що увійшли до альбому «Ενα Χαμόγελο», на музику Дімоса Мутсіса і вірші Нікоса Гатсоса. Її перші записи на грамплатівках були випущені в 1969 році. За час своєї естрадної кар'єри вона співпрацювала з найвідомішими грецькими композиторами і виконувала пісні на вірші відомих грецьких поетів. Серед таких авторів: Манос Хадзідакіс, Мікіс Теодоракіс, Йоргос Хатзінасіос, Ставрос Ксархакос, Танос Мікрутсікос, Васіліс Цицаніс, Ставрос Ксархакос та ін.
Вона брала участь як член журі в оновленому фестивалі пісні в Салоніках у 2005 році і з 2007 року член комітету попереднього міжнародного фестивалю альтернативної музики Coca-Cola Soundwave.
У січні 2012 року був перевиданий альбом  «Τα τραγούδια της χτεσινής μέρας» (випуск 1981 року)  з нагоди спільних виступів Харіс Алексіу і Дімітри Галані  в січні-березні  2012 року.